# Bạo loạn Los Angeles 1992
Bạo loạn ở Los Angeles năm 1992 là một loạt các cuộc bạo loạn và xáo trộn dân sự xảy ra ở Quận Los Angeles vào tháng Tư và tháng 5 năm 1992. Tình trạng bất ổn bắt đầu tại Nam Los Angeles vào ngày 29 tháng 4, sau khi một bồi thẩm đoàn xét xử đã thả bốn sĩ quan của Sở Cảnh sát Los Angeles (LAPD) sau khi đã sử dụng vũ lực quá mức trong vụ bắt giữ và đánh đập Rodney King, với video hiện trường được chia sẻ và xem rộng rãi trên chương trình phát sóng trên TV.
Vụ bạo loạn lan rộng khắp khu vực đô thị Los Angeles, khi hàng ngàn người nổi loạn trong khoảng thời gian sáu ngày sau khi tuyên bố bản án. Cướp bóc rộng rãi, tấn công, đốt phá và giết người xảy ra trong các cuộc bạo loạn, mà cảnh sát địa phương không thể kiểm soát do thiếu nhân sự và nguồn lực chống lại số lượng người nổi loạn. Rối loạn hoàn toàn ở khu vực Los Angeles chỉ được giải quyết sau khi Lực lượng Vệ binh Quốc gia California, quân đội Hoa Kỳ và một số cơ quan thực thi pháp luật liên bang can thiệp.
Đến khi cuộc bạo loạn kết thúc, 63 người đã bị giết, 2.383 người đã bị thương, hơn 12.000 người  đã bị bắt và ước tính thiệt hại tài sản là hơn 1 tỷ đô la, phần lớn trong số đó ảnh hưởng không tương xứng nhau, đến các vùng Koreatown, Los Angeles. Cảnh sát trưởng LAPD Daryl Gates, người đã tuyên bố từ chức vào thời điểm bạo loạn, bị quy kết phải nhận trách nhiệm.

## Bối cảnh

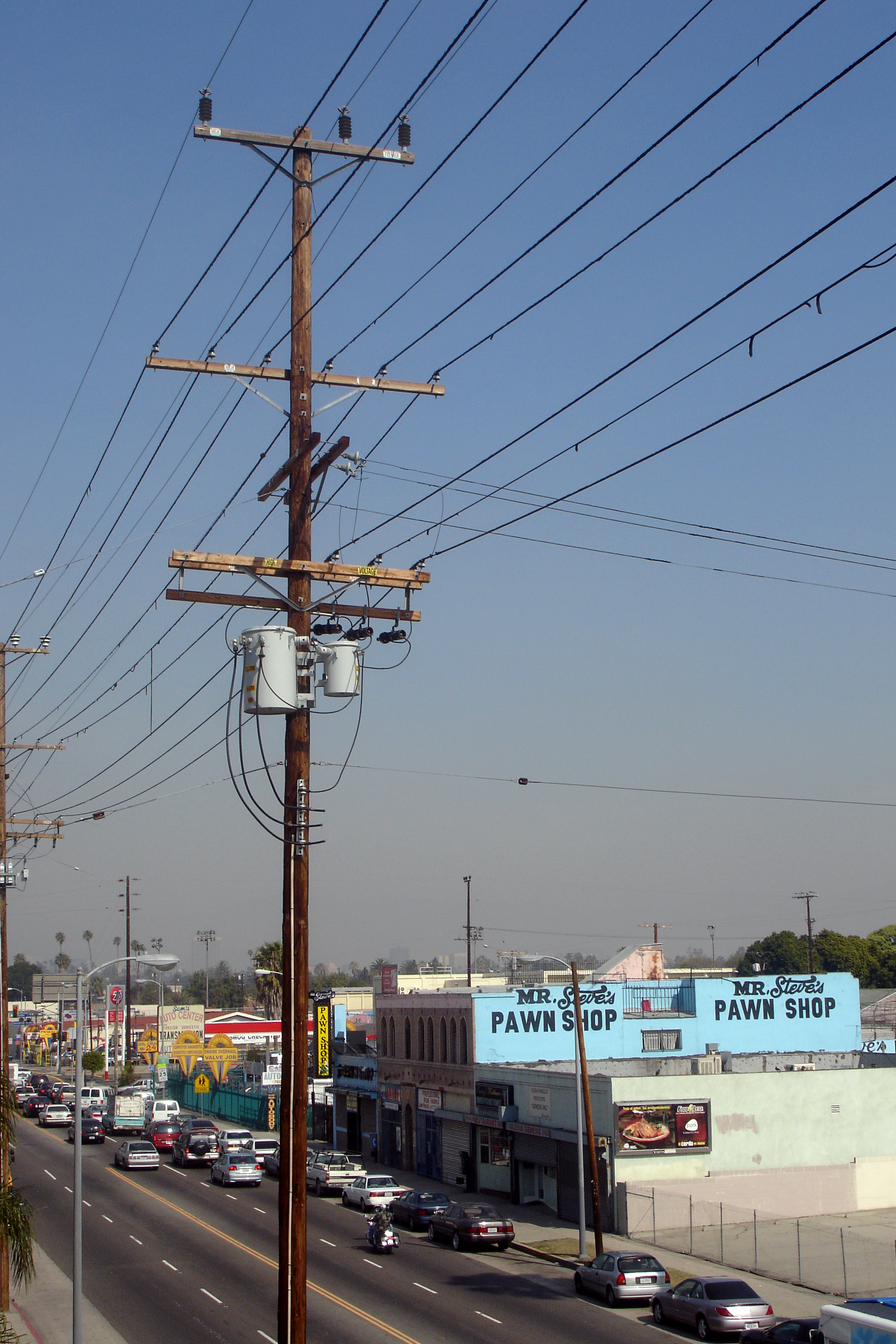
Nam Trung Los Angeles, nơi diễn ra nhiều cuộc bạo loạn

### Căng thẳng giữa các sắc tộc
Trong năm trước cuộc bạo loạn, năm 1991, đã có bạo lực gia tăng giữa các cộng đồng người Mỹ gốc Phi và người Mỹ gốc Hàn. Căng thẳng chủng tộc đã sôi sục trong nhiều năm giữa các nhóm này. Việc phát hành Do the Right Thing (1989) đã nêu bật những căng thẳng trong nội thành giữa các nhóm sắc tộc khác nhau, bao gồm cả người da đen và người Hàn Quốc. Nhiều người Mỹ gốc Phi đã tức giận đối với một cộng đồng di cư Hàn Quốc đang phát triển ở Nam Trung Los Angeles kiếm sống trong cộng đồng của họ, và cảm thấy bị coi thường và làm nhục bởi nhiều thương nhân Hàn Quốc. Sự khác biệt về văn hóa và một rào cản ngôn ngữ càng làm tăng thêm căng thẳng.
Vào ngày 16 tháng 3 năm 1991, một năm trước cuộc bạo loạn ở Los Angeles, thủ kho Soon Ja Du đã bắn và giết chết học sinh lớp chín da đen Latasha Harlins. Du bị kết tội ngộ sát cố ý và bồi thẩm đoàn đề nghị mức án tối đa là 16 năm, nhưng thẩm phán đã quyết định chống lại thời gian tù và kết án Du 5 năm quản chế, 400 giờ phục vụ cộng đồng và phạt 500 đô la. Mối quan hệ giữa các cộng đồng người Mỹ gốc Phi và Hàn Quốc trở nên tồi tệ hơn sau đó, và trước đây ngày càng trở nên không tin tưởng vào hệ thống tư pháp hình sự. Một tòa phúc thẩm tiểu bang sau đó nhất trí giữ nguyên phán quyết tuyên án của Thẩm phán Karlin vào tháng 4 năm 1992, một tuần trước các cuộc bạo loạn.
Thời báo Los Angeles đã báo cáo về một số vụ bạo lực đáng kể khác giữa các cộng đồng vào thời điểm đó: 
 Các sự cố khác gần đây bao gồm vụ bắn nhau ngày 25 tháng 5 [năm 1991] của hai nhân viên trong một cửa hàng rượu gần đường 35 và Đại lộ Trung tâm. Các nạn nhân, cả hai người di cư gần đây từ Hàn Quốc, đã bị giết sau khi tuân thủ các yêu cầu của một kẻ tấn công được cảnh sát mô tả là một người Mỹ gốc Phi. Thứ Năm tuần trước, một người đàn ông người Mỹ gốc Phi bị nghi ngờ thực hiện một vụ cướp trong một cửa hàng phụ tùng ô tô trên Đại lộ Manchester đã bị đồng phạm làm bị thương nặng, người đã vô tình bắn một phát súng trong cuộc đấu tranh với chủ cửa hàng người Mỹ gốc Hàn. "Bạo lực này cũng đáng lo ngại", chủ cửa hàng Park nói. "Nhưng ai sẽ khóc cho những nạn nhân này?  

### Sự kiện Rodney King
Vào tối ngày 3 tháng 3 năm 1991, Rodney King và hai hành khách đang lái xe về phía tây trên xa lộ Foothill (I-210) qua khu phố Sunland-Tujunga của Thung lũng San Fernando. Đội tuần tra đường cao tốc California (CHP) đã cố gắng bắt đầu một điểm dừng giao thông và một cuộc rượt đuổi tốc độ cao xảy ra với tốc độ ước tính lên tới 115 mph (185 km/h), trước khi King cuối cùng rời khỏi xa lộ tại Đại lộ Foothill. Cuộc truy đuổi tiếp tục đi qua các khu dân cư của Lake View Terrace ở Thung lũng San Fernando trước khi King dừng lại trước trung tâm giải trí Hanson Dam. Khi King cuối cùng dừng lại, các sĩ quan LAPD và CHP đã bao vây chiếc xe của King và các sĩ quan CHP Timothy và Melanie Singer đã bắt giữ anh ta và hai người ngồi trong xe.
Sau khi hai hành khách được đưa vào xe tuần tra, năm sĩ quan của Sở Cảnh sát Los Angeles (LAPD) màu trắng   - Stacey Koon, Laurence Powell, Timothy Wind, Theodore Briseno và Rolando Solano   - bao vây King, người bước ra khỏi xe lần cuối. Họ đã giật điện King, đánh anh hàng chục lần bằng dùi cui, đá vào lưng King và lôi xuống đất trước khi còng tay và còng chân King. Trung sĩ Koon sau đó đã làm chứng tại phiên tòa rằng King chống lại việc bắt giữ và anh ta tin rằng King chịu ảnh hưởng của PCP tại thời điểm bị bắt giữ, điều này khiến anh ta rất hung hăng và bạo lực đối với các sĩ quan. Đoạn video về vụ bắt giữ cho thấy King đã cố gắng đứng dậy mỗi khi anh ta bị tấn công và cảnh sát không cố gắng còng tay King cho đến khi anh ta nằm yên. Một xét nghiệm tiếp theo của King về sự hiện diện của PCP trong cơ thể anh ta tại thời điểm bị bắt giữ cho kết quả âm tính.
Cảnh sát và King đều không ngờ tới là vụ việc đã được dân thường địa phương George Holliday ghi lại trên một máy quay phim từ căn hộ gần đó đối diện với đập Hansen. Các băng video này dài khoảng 12 phút. Trong khi đoạn băng được trình bày trong phiên tòa, một số clip về vụ việc đã không được công bố. Trong một cuộc phỏng vấn sau đó, King, người đang trong thời gian thử thách vì một tội cướp tài sản và có tiền án về tội tấn công, đánh nhau và cướp giật, nói rằng anh ta đã không đầu hàng trước đó vì lái xe trong khi say dưới ảnh hưởng của rượu, mà anh biết đã vi phạm các điều khoản thử thách của anh.
Các cảnh quay về việc King bị cảnh sát đánh đập đã trở thành tâm điểm chú ý ngay lập tức của giới truyền thông và là điểm tập hợp của các nhà hoạt động ở Los Angeles và trên toàn nước Mỹ. Bảo hiểm đã được mở rộng trong hai tuần đầu tiên sau vụ việc: Thời báo Los Angeles xuất bản 43 bài viết về nó, Thời báo New York xuất bản 17 bài báo, và Chicago Tribune xuất bản 11 bài báo. Tám câu chuyện đã xuất hiện trên ABC News, bao gồm một phần đặc biệt sáu mươi phút trên Primetime Live. 
Khi xem đoạn băng đánh đập King, cảnh sát trưởng LAPD Daryl Gates nói: 
Tôi nhìn chằm chằm vào màn hình trong sự hoài nghi. Tôi đã phát lại đoạn băng dài một phút 50 giây. Sau đó hết lần này đến lần khác, cho đến khi tôi đã xem nó 25 lần. Và tôi vẫn không thể tin vào những gì mình đang nhìn. Để thấy các sĩ quan của tôi tham gia vào những gì dường như là sử dụng vũ lực quá mức, có thể là quá mức như tội phạm, thấy họ đánh một người đàn ông bằng dùi cui của họ 56 lần, để thấy một trung sĩ tại hiện trường không làm gì để giành quyền kiểm soát, là điều tôi không bao giờ nghĩ là tôi được chứng kiến.

Trước khi băng video Rodney King bị đưa ra, các nhà lãnh đạo cộng đồng thiểu số ở Los Angeles đã liên tục phàn nàn về sự quấy rối và sử dụng vũ lực quá mức của các sĩ quan LAPD. Một ủy ban độc lập (Ủy ban Christopher) được thành lập sau khi phát hành đoạn băng kết luận rằng "một số lượng đáng kể" các nhân viên LAPD "lặp đi lặp lại việc sử dụng vũ lực quá mức đối với công chúng và kiên quyết bỏ qua các hướng dẫn bằng văn bản của bộ về lực lượng", và sự thiên vị đó có liên quan chủng tộc, giới tính và khuynh hướng tình dục là những yếu tố thường xuyên đóng góp trong việc sử dụng vũ lực quá mức. Báo cáo của ủy ban kêu gọi thay thế cả Daryl Gates và Ủy ban Cảnh sát dân sự.

### Cáo buộc và phiên tòa
Luật sư quận hạt Los Angeles sau đó đã buộc tội bốn sĩ quan cảnh sát, bao gồm một trung sĩ, với hành hung và sử dụng vũ lực quá mức. Do các phương tiện truyền thông đưa tin rộng rãi về vụ bắt giữ, phiên tòa đã nhận được sự thay đổi địa điểm từ Hạt Los Angeles sang Thung lũng Simi ở Hạt Ventura lân cận. Bồi thẩm đoàn không có thành viên người Mỹ gốc Phi nào, và gồm chín người Mỹ da trắng (ba nữ, sáu nam), một người đàn ông đa chủng tộc, một phụ nữ Latina và một phụ nữ Mỹ gốc Á. Công tố viên, Terry White, là người Mỹ gốc Phi.
Vào ngày 29 tháng 4 năm 1992, ngày thứ bảy của các cuộc thảo luận của bồi thẩm đoàn, bồi thẩm đoàn đã tha bổng cho cả bốn sĩ quan tấn công và tha bổng cho ba trong số bốn người vì đã không sử dụng vũ lực quá mức. Bồi thẩm đoàn không thể đồng ý về bản án dành cho sĩ quan thứ tư bị buộc tội sử dụng vũ lực quá mức. Các phán quyết dựa trên một đoạn ba giây đầu tiên của đoạn băng video dài 13 giây mờ nhạt, theo nhà báo Lou Cannon, đã không được các đài truyền hình phát sóng trong các chương trình phát sóng của họ.
Hai giây đầu tiên của băng video, trái với tuyên bố của các sĩ quan bị buộc tội, cho thấy King đang cố gắng chạy trốn qua mặt Laurence Powell. Trong một phút và 19 giây tiếp theo, King bị các sĩ quan đánh liên tục. Các sĩ quan đã làm chứng rằng họ đã cố gắng kiềm chế King trước khi bắt đầu băng video, nhưng King quá khỏe và đẩy bật họ ra.
Sau đó, công tố đề nghị các bồi thẩm viên có thể tha bổng cho các cảnh sát viên vì lý do không mẫn cảm với bạo lực của vụ đánh đập, vì người bào chữa liên tục quay băng video quay chậm, cắt nhỏ nó cho đến khi tác động cảm xúc của phim đã bị mất.
Bên ngoài tòa án Thung lũng Simi nơi các sĩ quan được thả tại tòa, các phó cảnh sát trưởng quận đã bảo vệ Stacey Koon khỏi những người biểu tình tức giận đi đến xe của anh ta an toàn. Đạo diễn phim John Singleton, người có mặt trong đám đông tại tòa án, dự đoán, "Bằng cách đưa ra phán quyết này, những gì bồi thẩm đoàn đã làm đã châm ngòi cho một quả bom".

## Sự kiện
Các cuộc bạo loạn bắt đầu từ ngày các phán quyết được đưa ra và đạt cường độ cao nhất trong hai ngày tiếp theo. Một lệnh giới nghiêm vào lúc hoàng hôn và bình minh của Vệ binh Quốc gia California, quân đội Liên bang và nhân viên thực thi pháp luật Liên bang cuối cùng đã kiểm soát tình hình.
Tổng cộng có 63 người đã chết trong cuộc bạo loạn, bao gồm 9 người bị bắn bởi các nhân viên thực thi pháp luật và một người bởi Vệ binh Quốc gia. Có tới 2.383   người được báo cáo bị thương. Ước tính thiệt hại vật chất khác nhau trong khoảng 800 triệu đô la và 1 tỷ đô la. Khoảng 3.600 đám cháy đã được thiết lập, phá hủy 1.100 tòa nhà, với các cuộc gọi lửa đến một lần mỗi phút tại một số điểm. Cướp bóc rộng rãi cũng xảy ra. Những kẻ bạo loạn nhắm vào các cửa hàng thuộc sở hữu của người Hàn Quốc và những người châu Á khác, phản ánh căng thẳng giữa họ và cộng đồng người Mỹ gốc Phi.
Nhiều sự xáo trộn tập trung ở Nam Trung Los Angeles, nơi dân cư đa số là người Mỹ gốc Phi và gốc Tây Ban Nha. Chưa đến một nửa trong số các vụ bắt giữ bạo loạn và một phần ba số người thiệt mạng trong vụ bạo lực là người Tây Ban Nha.
Các cuộc bạo loạn đã khiến Hệ thống phát sóng khẩn cấp và Cơ quan khí quyển và đại dương quốc gia được kích hoạt vào ngày 30 tháng 4 năm 1992, trên KCAL-TV.